# Kokia cookei
Espèce
Statut de conservation UICN

 EW  : Éteint à l'état sauvage
Kokia cookei est une espèce de la famille des Malvaceae. C'est un petit arbre à feuilles caduques, communément appelé koki'o, Moloka'i treecotton, Cooke's koki'o ou Moloka'i koki'o.
Cette espèce n'existe que dans les basses terres de l'ouest de l'île de Molokaʻi des îles  d'Hawaï. Son habitat d'origine était très probablement les basses terres des forêts tropicales sèches à l'extrémité ouest de l'île d'Hawaï. Ces forêts ont été pratiquement rasées par les colons polynésiens aux alentours de l'an 1000 de notre ère, pour faire place à l'agriculture. Il semble avoir été remarqué par ces colons, comme le suggère le nom en langue hawaïenne hau hele'ula (hibiscus hawaïen entièrement rouge). Les trois arbres initialement trouvés poussaient près de Mahana, au nord-est de Puu Nana à environ 200 m de hauteur.

## Répartition
Bien que l'écosystème forestier d'origine ait été détruit et remplacé par une zone arbustive avec des plantes comme le 'ilie'e (Plumbago zeylanica) et la flore introduite, Moloka'i koki'o a survécu dans un premier temps. Il semble avoir eu une certaine tolérance aux changements d'habitat, ce qui lui a permis de survivre jusqu'au XIXe siècle.

### Conservation
Il est considéré comme un des plus rares et l'espèce végétale la plus menacée au monde. Même lorsqu'il a été découvert pour la première fois dans les années 1860, seuls trois arbres ont pu être localisés. Il a été présumé éteint dans les années 1950 lorsque le dernier plant survivant a péri. Cependant, en 1970, une seule plante a été découverte sur le même domaine de Kauluwai où le "dernier" individu avait poussé, probablement une relique survivante de l'une des plantes cultivées précédemment. Bien que cet arbre ait été détruit par un incendie en 1978, une branche qui avait été enlevée plus tôt a été greffée sur l'espèce apparentée, également menacée, Kokia kauaiensis. Il existe actuellement environ 23 plantes greffées.

## Pollinisateurs actifs
L'extinction de l'espèce à l'état sauvage semble en grande partie due à la coextinction avec les oiseaux nectarivores indigènes. Kokia cookei semble être adaptée à la pollinisation par les oiseaux comme la plupart des Malvaceae apparentées. Les oiseaux, Drepanidinae, ont été extirpés des forêts sèches par les Polynésiens, et la plupart des espèces restantes ont entièrement succombé aux maladies transmises par les moustiques telles que la malaria aviaire (Plasmodium relictum) et la variole aviaire au XIXe siècle.
Les grandes fleurs de Moloka'i koki'o auraient admis un large éventail de pollinisateurs potentiels (contrairement à Hibiscadelphus, par exemple) :
- Maui Nui ʻalauahio, Paroreomyza montana ssp. - disparue de l'île (préhistoriquement ?)
- Kākāwahie, Paroreomyza flammea - disparue des basses terres en 1900, éteinte (1963)
- ʻamakihi commun, Hemignathus virens - disparu des basses terres en 1900
- ʻIʻiwi, Vestiaria coccinea - disparu des basses terres en 1900
- Black mamo, Drepanis funerea - éteint (1907) ; il n'est pas certain qu'il soit régulièrement présent dans l'habitat
- ʻApapane, Himatione sanguinea - disparu des basses terres en 1900
- ʻAkohekohe, Palmeria dolei - disparue de l'île (1907) ; il n'est pas certain qu'elle soit régulièrement présente dans l'habitat[4]

## Systématique
Le nom correct complet (avec auteur) de ce taxon est Kokia cookei O.Deg..